# Tramway de Lyon
Le tramway de Lyon est un réseau de tramway qui dessert la ville française de Lyon et une partie de son agglomération. Il est constitué de huit lignes dont sept urbaines qui sont propriété de SYTRAL Mobilités et sont exploitées sous la marque commerciale TCL. La huitième assurant la liaison avec l'aéroport était propriété du Conseil général du Rhône jusqu'au 31 décembre 2014, elle est depuis le 1er janvier 2015 propriété de SYTRAL Mobilités. Elle était exploitée par la société Rhônexpress SAS via Transdev Rail Rhône jusqu'au 31 décembre 2024.
Depuis le 1er janvier 2025, après 32 années de gestion exclusive du réseau TCL assurée par la société Keolis, l'exploitation de ce réseau de tramway est assurée par l'exploitant RATP Dev, filiale de la RATP pour une durée de 10 ans. L'ancien exploitant Keolis Lyon conserve l'exploitation du réseau de bus pour une durée de 6 ans .
Le premier réseau de tramways, mis en service en 1880, a été fermé en 1956. Malgré la politique du « tout voiture » des années 1970, le métro de Lyon voit le jour en 1978. Dès 1989 apparaît l'idée de réimplanter le tramway à Lyon. Après de nombreuses levées de bouclier, un nouveau réseau prend forme, avec l'inauguration en décembre 2000 et la mise en service, le 2 janvier 2001, des nouvelles lignes T1 et T2, puis les lignes T3 en 2006, T4 en 2009, Rhônexpress en 2010, T5 en 2012, T6 en 2019 et T7 en 2021.
Il s'agit du deuxième réseau de France, derrière celui de la région parisienne, par la longueur cumulée des lignes exploitées, la longueur physique du réseau et la fréquentation.
Depuis juin 2020, le parc compte un nombre total de 107 rames, dont 34 rames de 43 mètres de long.

## Histoire

### Ancien réseau (1880–1958)
En 1879, est créée la compagnie des Omnibus et tramways de Lyon (OTL). Le premier tramway, alors à traction animale, circule sur la ligne 5 entre Bellecour et Vaise le 11 octobre 1880. Le réseau initial cumule alors plus de 43 kilomètres de lignes.
L'électrification du réseau commence en 1893. En 1906, elle recourt à la houille blanche de la société La Volta lyonnaise, de Georges Coutagne, qui exploite une usine électrique à Pomblière Saint-Marcel, près de Moûtiers en Tarentaise. Ce choix a permis de diminuer le coût de revient et la création de la première ligne à haute tension française, par le réseau de la Société grenobloise de force et lumière, sur une distance de 180 km, encore jamais atteinte en Europe, sur deux fils en laiton d'un diamètre de six millimètres[réf. nécessaire].

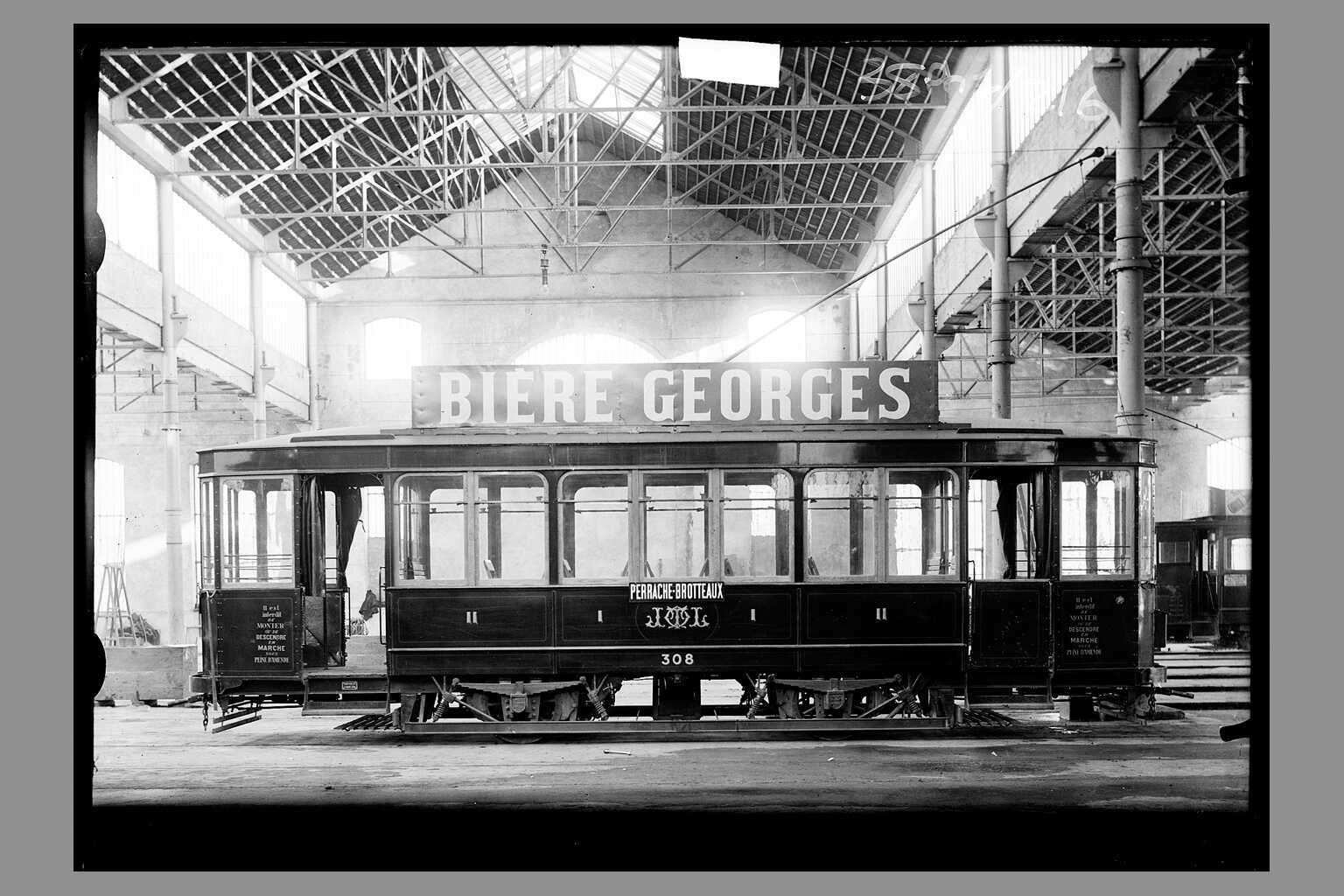
Tramway électrique, ligne Perrache-Brotteaux vers 1910

Plusieurs autres compagnies sont créées et obtiennent la concession de lignes, mais sont peu à peu absorbées par l'OTL : ainsi la Société Anonyme du Tramway d'Écully en 1899 ou la Compagnie Fourvière Ouest Lyonnais en 1911.
À l'apogée du réseau en 1930, les 34 lignes de tramways de Lyon transportent près de 160 millions de voyageurs par an.
Mais dès 1923, la municipalité de Lyon choisit d'investir dans les électrobus (autobus à traction électrique par accumulation), pour concurrencer l'OTL et ses tramways. En 1929, trois lignes d'électrobus municipaux sont en fonctionnement. De plus, l'OTL subit un procès interminable engagé par les transporteurs privés en 1925, même si l'OTL gagne en cassation, en 1936, sa filiale Travaux et Transports est ruinée. Malgré le succès du "train bleu" (tramway de Lyon à Neuville) en 1932, l'OTL est en difficulté et la place du tramway ne fait que décliner. La ligne de Mornant est remplacée par des autocars en 1934, celles de Sainte Foy et Francheville passent en trolleybus... La Seconde Guerre mondiale est paradoxalement une période d'accalmie pour les tramways lyonnais, car les matériels routiers sont réquisitionnés et des lignes de tramways sont remises en service. Mais à Lyon, pendant la période de la reconstruction et à l'instar de nombreuses autres villes françaises, le tramway est vivement concurrencé par le trolleybus et l'autobus. À partir de 1946, Lyon devient la "ville du trolleybus". Le 30 janvier 1956, le dernier tramway urbain est supprimé, et le 30 juin 1957, le "Train bleu du Val de Saône" disparait également.

Carte animée de l'évolution des infrastructures ferroviaires de l'agglomération de Lyon, dont celle des anciens et actuels tramways, de 1860 à nos jours.

### Retour du tramway
Le retour du tramway dans l’agglomération lyonnaise fut concrétisé par la mise en service des deux premières lignes le 2 janvier 2001. Ce retour marquait l’aboutissement de près de vingt années de l’histoire des transports en commun lyonnais durant lesquelles le tramway fut épisodiquement évoqué avant d’effectuer son retour. Après la mise en service des trois lignes de métro entre 1978 et 1984. Ainsi en 1983-1984, le STCRL étudia les possibilités de construction d'un tramway moderne en le comparant à un métro sur un axe est-ouest. Il fut rapidement abandonné au profit de la réalisation d’une quatrième ligne de métro, la ligne D.

#### Projet Hippocampe
Au cours de la campagne municipale de 1989, certains élus proposèrent le principe d’un réseau de surface en site propre, complétant le métro : à l’époque, les surcoûts du projet Maggaly alimentaient la chronique politique, enterrant de fait toute extension du métro. Ainsi fut lancé Hippocampe, est un projet de tramway sous Michel Noir. Ce projet signifiait la résurrection du tramway à Lyon en complément de plusieurs prolongements de métro. Cette ligne devait relier Gerland à la station Foch de la ligne A, par un itinéraire de Saint-Fons, le plateau des Minguettes, la gare de Vénissieux, le boulevard des États-Unis, la gare de la Part-Dieu, le domaine universitaire de La Doua et le parc de la Tête d'or.

#### Constitution du nouveau réseau
Après 40 ans d'oubli, ponctués par une décadence puis une reprise des transports en commun, dont l'élément le plus notable est la création du métro, la décision de principe de créer un nouveau réseau de tramways intervient en 1996, en complément du métro. Ce projet est lancé à l'initiative du maire Raymond Barre, qui fait inscrire un nouveau réseau tram dans le Plan des Déplacements Urbains.
La solution tram, moins chère que le métro (construction et équipement), pourra assurer un débit suffisant sur certaines lignes. Pour cela, les lignes seront en site propre ou disposeront de priorités sur le reste de la circulation.
Deux lignes, T1 et T2, sont mises en service le 2 janvier 2001.

#### Extensions successives
La ligne T2 a été prolongée à Saint-Priest-bel air le 27 octobre 2003, la ligne T1 a été prolongée à Montrochet le 15 septembre 2005. La ligne T3, inaugurée le 27 novembre 2006 (projet LEA), a été mise en service le 4 décembre 2006 sur l'emprise du Chemin de Fer de l'Est Lyonnais (CFEL) entre Gare Part dieu - Villette et Meyzieu - ZI. La ligne T4, inaugurée le 20 avril 2009, relie Jet d'eau - Mendes France à Hôpital Feyzin - Vénissieux, via Vénissieux et le plateau des Minguettes. La ligne T5 a été inaugurée le 17 novembre 2012, et dessert quotidiennement Eurexpo depuis le 5 octobre 2020. La ligne T6 est mise en service commercial le 22 novembre 2019. C'est la première ligne rocade du réseau de Lyon.
Depuis février 2021, le Parc OL est desservi quotidiennement par la création d'une ligne T7, exploitée avec une fréquence de 15 minutes en heures de pointe. Les tramways, qui partent de La Soie pour rejoindre le Parc OL en s’arrêtant à chaque station intermédiaire, offrent, sur ce tronçon, 25 % de capacité supplémentaire aux voyageurs. Initialement prévue le 2 novembre 2020, la mise en service du T7 a été reportée à la suite de la crise sanitaire de la Covid-19, pour finalement être effective au 1er février 2021. La ligne est la première et la seule à ne pas du tout desservir la ville de Lyon.
La ligne T2 est prolongée à Hôtel de Région - Montrochet le 24 mars 2021, afin de mieux desservir le quartier de Confluence et de dé-saturer la ligne T1 entre Montrochet et Perrache.
Début 2025, deux nouvelles stations ont été ajoutées sur les lignes T3 et T7 à Décines et à Meyzieu. Le 27 juin 2025, la station Chassieu ZAC du Chêne a été ouverte sur le T5.

#### Extensions abandonnées
Plusieurs projets d'extension du réseau de tramways, à travers la création de nouvelles lignes ou le prolongement de lignes existantes, ont été étudiés puis reportés ou abandonnés :
- Prolongement de la ligne T3 jusqu'à Crémieu : à l'étude en 2013 et refusée en 2014 par les élus du syndicat mixte de la Boucle du Rhône en Dauphiné qui lui préféraient la solution bus à haut niveau de service pour cette ligne[15], mais soutenue par le collectif associatif Parfer Lyon-Crémieu[16]. Aujourd'hui, ce projet de réouverture est porté par la région Auvergne-Rhône-Alpes à travers une solution de type tramway et une mise en service à l'horizon 2032[17].

- Prolongement de la ligne T5 jusqu'au rond-point René Cassin à Chassieu : l'étude a été lancée en 2010[18], mais la réalisation a été reportée sine die[19]. Une liaison T3/T5 (prolongeant la ligne T5 depuis Eurexpo jusqu'au Grand Stade à Décines) reste cependant inscrite dans le PDU[20].

- Création d'une ligne T8 sur le tracé Bellecour – Part-Dieu – La Doua, proposée en 2020 conjointement avec le T9 et le T10, mais ce projet a finalement été abandonné[21].

## Réseau actuel

### Aperçu général
Le réseau de tramway est exploité par Keolis Lyon sous le nom Transports en commun lyonnais, sauf pour Rhônexpress géré par CFTA Rhône et indépendant du réseau TCL. Il est composé de six lignes constituant un réseau de 61,8 km de lignes physiques pour 76,7 kilomètres de lignes commerciales. Les tramways bénéficient d'un système de priorité aux carrefours comportant des feux.
les différente information ci-dessous sont retrouvable a partir des source suivante :
- TCL[22]
- TCLyon[23]
- Sytral mobilité[24]

Le réseau, composé en janvier 2025 de huit lignes en incluant Rhônexpress, totalise pour l'instant 106 stations :
| Ligne                 | Caractéristiques | Caractéristiques                    | Caractéristiques                    | Caractéristiques                    | Caractéristiques                    | Caractéristiques                              | Caractéristiques                         | Caractéristiques                    | Caractéristiques                        |
| T1                    | Ligne oui · Ligne T1 | Ligne oui · Ligne T1                | Ligne oui · Ligne T1                | Ligne oui · Ligne T1                | Ligne oui · Ligne T1                | Ligne oui · Ligne T1                          | Ligne oui · Ligne T1                     | Ligne oui · Ligne T1                | Ligne oui · Ligne T1                    |
| T1                    | Debourg ⥋ La Doua - IUT Feyssine | Debourg ⥋ La Doua - IUT Feyssine    | Debourg ⥋ La Doua - IUT Feyssine    | Debourg ⥋ La Doua - IUT Feyssine    | Debourg ⥋ La Doua - IUT Feyssine    | Debourg ⥋ La Doua - IUT Feyssine              | Debourg ⥋ La Doua - IUT Feyssine         | Debourg ⥋ La Doua - IUT Feyssine    | Debourg ⥋ La Doua - IUT Feyssine        |
| --------------------- | --- | ----------------------------------- | ----------------------------------- | ----------------------------------- | ----------------------------------- | --------------------------------------------- | ---------------------------------------- | ----------------------------------- | --------------------------------------- |
| T1                    | Ouverture / Fermeture 2 janvier 2001 / — | Longueur 11,7 km                    | Durée 45 min                        | Nb. d’arrêts 27                     | Matériel Citadis 302                | Jours de fonctionnement L, Ma, Me, J, V, S, D | Jour / Soir / Nuit / Fêtes O / O / N / O | Voy. / an 27 530 537                | Unité de Transport Tramway Saint-Priest |
| T1                    | Desserte : - Villes et lieux desservis : Lyon 2e (Musée des Confluences, La Confluence, Siège du conseil régional de Rhône-Alpes, Pôle de loisirs et de commerces Confluence, Patinoire Charlemagne, Archives municipales de Lyon), Lyon 7e (Université Lumière-Lyon-II, Université Jean-Moulin-Lyon-III, La Guillotière, Halle Tony-Garnier, Hôpital Saint-Luc, ENS Lyon), Lyon 3e (Préfecture du Rhône, Nouveau Palais de Justice, Mairie du 3e, Cité administrative de l'État, La Part-Dieu, Centre commercial de La Part-Dieu, Auditorium Maurice-Ravel, Hôtel de la Métropole du Grand Lyon, Bibliothèque de la Part-Dieu), Lyon 6e (Collège Bellecombe, Ancienne gare de Lyon-Brotteaux) et Villeurbanne (Hôpital des Charpennes, Clinique du Parc, Institut régional d'administration de Lyon, ENSSIB, UFRAPS, La Doua, Université Claude-Bernard-Lyon-I, INSA de Lyon, Espace Double Mixte, CNRS, Bibliothèque, ESCPE, Clinique du Tonkin, Nécropole nationale de la Doua). - Stations de métro et gares desservies : Debourg, Perrache, Guillotière - Gabriel Péri, Place Guichard - Bourse du Travail, Gare Part-Dieu - Vivier Merle et Charpennes - Charles Hernu |                                     |                                     |                                     |                                     |                                               |                                          |                                     |                                         |
| T1                    | Autre : - Stations non accessibles aux PMR : aucune. - Particularités : la ligne fonctionne du lundi au samedi de 4 h 40 à 0 h 35 et le dimanche de 5 h 30 à 0 h 35 et est à conduite manuelle (CM). L'inter-station moyenne est de 428,7 m. En mai 2017, la fréquentation journalière était de 101 226 voyageurs. À l'instar de la ligne T3 en 2012, la ligne T4 en 2019 et prochainement la ligne T2 en 2025, la ligne T1 sera exploitée avec des rames de 43 m et non plus 32 m à partir de 2026. - Date de dernière mise à jour : 26 janvier 2025. |                                     |                                     |                                     |                                     |                                               |                                          |                                     |                                         |
| T1                    | Dernière actualisation : — |                                     |                                     |                                     |                                     |                                               |                                          |                                     |                                         |
| T2                    | Ligne oui · Ligne T2 | Ligne oui · Ligne T2                | Ligne oui · Ligne T2                | Ligne oui · Ligne T2                | Ligne oui · Ligne T2                | Ligne oui · Ligne T2                          | Ligne oui · Ligne T2                     | Ligne oui · Ligne T2                | Ligne oui · Ligne T2                    |
| T2                    | Hôtel de région - Montrochet ⥋ Saint-Priest - Bel-Air |                                     |                                     |                                     |                                     |                                               |                                          |                                     |                                         |
| T2                    | Ouverture / Fermeture 2 janvier 2001 / — | Longueur 16,1 km                    | Durée 54 min                        | Nb. d’arrêts 32                     | Matériel Citadis 302 Citadis 402    | Jours de fonctionnement L, Ma, Me, J, V, S, D | Jour / Soir / Nuit / Fêtes O / O / N / O | Voy. / an 26 059 951                | Unité de Transport Tramway Saint-Priest |
| T2                    | Desserte : - Villes et lieux desservis : Lyon 2e (Archives municipales de Lyon , Centre commercial de La Confluence, La Confluence, Siège du conseil régional de Rhône-Alpes, Patinoire Charlemagne), Lyon 7e (Centre d'histoire de la résistance et de la déportation, Mairie du 7e), Lyon 8e (Lycée Lumière, Cimetières de la Guillotière, Mairie du 8e, Lycée La Mache, Médiathèque, Maison de la danse, Hôpital Édouard-Herriot, Centre Léon-Bérard, École Rockefeller, Facultés, Hôpital d'instruction des armées Desgenettes, UER Médecine, Odontologie, Hôpital Rockefeller), Bron (Espace Albert Camus, Hôpital du Vinatier, Hôtel de Ville, Parc de Parilly, Université Lumière-Lyon-II, IUT Lumière) et Saint-Priest (Porte des Alpes, Parc Technologique, Hôpital Privé de l'Est lyonnais, Hôtel de ville, Collège Gérard Philippe, Cinéma, Médiathèque, Polyclinique Pasteur, Lycée Condorcet, Centre culturel Théo Argence, Château de Saint-Priest, Centre sportif Mendès France, Piscine). - Stations de métro et gares desservies : Perrache, Jean Macé et Grange Blanche                                                                                    |                                     |                                     |                                     |                                     |                                               |                                          |                                     |                                         |
| T2                    | Autre : - Stations non accessibles aux PMR : aucune. - Particularités : la ligne fonctionne du lundi au samedi de 4 h 55 à 0 h 35 et le dimanche de 5 h 45 à 0 h 35 et est à conduite manuelle (CM). L'inter-station moyenne est de 532 m. En mai 2017, la fréquentation journalière était de 81 550 voyageurs. À l'instar de la ligne T3 en 2012 et de la ligne T4 en 2019, depuis le 20 mars 2025 la ligne T2 est exploitée au fur et a mesure en rame de 42 m qui remplaceront progressivement les rames de 32 m. Avec la ligne T1, les afficheurs en station donnent la longueur des rames (courte ou longue) pour permettre le bon positionnement sur le quai. - Date de dernière mise à jour : 24 mars 2025. |                                     |                                     |                                     |                                     |                                               |                                          |                                     |                                         |
| T2                    | Dernière actualisation : — |                                     |                                     |                                     |                                     |                                               |                                          |                                     |                                         |
| T3                    | Ligne oui · Ligne T3 | Ligne oui · Ligne T3                | Ligne oui · Ligne T3                | Ligne oui · Ligne T3                | Ligne oui · Ligne T3                | Ligne oui · Ligne T3                          | Ligne oui · Ligne T3                     | Ligne oui · Ligne T3                | Ligne oui · Ligne T3                    |
| T3                    | Gare Part-Dieu - Villette ⥋ Meyzieu - Les Panettes (Meyzieu Z.I. le week-end) |                                     |                                     |                                     |                                     |                                               |                                          |                                     |                                         |
| T3                    | Ouverture / Fermeture 4 décembre 2006 / — | Longueur 14,6 km                    | Durée 25 min                        | Nb. d’arrêts 13                     | Matériel Citadis 402                | Jours de fonctionnement L, Ma, Me, J, V, S, D | Jour / Soir / Nuit / Fêtes O / O / N / O | Voy. / an 13 830 739                | Unité de Transport Tramway LEA Meyzieu  |
| T3                    | Desserte : - Villes et lieux desservis : Lyon 3e (La Part-Dieu, Centre commercial de La Part-Dieu, Collège Gilbert Dru), Villeurbanne (Cimetière israélite, ancienne gare de Villeurbanne), Vaulx-en-Velin (Pôle de Loisirs Carré de Soie, Hippodrome Lyon-La Soie), Décines-Charpieu (Réservoir du Grand-Large, Lycée Charlie Chaplin, Ancienne gare de Décines) et Meyzieu (Ancienne gare de Meyzieu, Piscine, Stade de la roseraie, Zone industrielle). - Stations de métro et gares desservies : Gare Part-Dieu - Villette et Vaulx-en-Velin - La Soie |                                     |                                     |                                     |                                     |                                               |                                          |                                     |                                         |
| T3                    | Autre : - Stations non accessibles aux PMR : aucune. - Particularités : la ligne fonctionne du lundi au samedi de 4 h 32 à 0 h 6 et le dimanche de 5 h 50 à 0 h 6 et est à conduite manuelle (CM). En semaine, la ligne effectue son terminus à la station Meyzieu - Les Panettes, le week-end, le terminus s'effectue à Meyzieu Z.I.. L'inter-station moyenne est de 1 620 m. En mai 2017, la fréquentation journalière était de 43 192 voyageurs. Infrastructure partagée avec la ligne Rhônexpress, ces deux lignes reprennent le tracé de l'ancien CFEL. - Prolongements de la ligne : une branche de la ligne a été créée en 2015 afin de desservir le Parc Olympique lyonnais les jours d'évènements uniquement. Cette desserte est devenue quotidienne depuis février 2021 sous l'indice T7 et est exploitée uniquement entre le Parc OL et Vaulx-La Soie. En 2024 et 2025, deux nouvelles stations ont été construites, nommés Décines - Roosevelt et Meyzieu - Lycée Colonel Beltrame. - Date de dernière mise à jour : 24 mars 2025. |                                     |                                     |                                     |                                     |                                               |                                          |                                     |                                         |
| T3                    | Dernière actualisation : — |                                     |                                     |                                     |                                     |                                               |                                          |                                     |                                         |
| T4                    | Ligne oui · Ligne T4 | Ligne oui · Ligne T4                | Ligne oui · Ligne T4                | Ligne oui · Ligne T4                | Ligne oui · Ligne T4                | Ligne oui · Ligne T4                          | Ligne oui · Ligne T4                     | Ligne oui · Ligne T4                | Ligne oui · Ligne T4                    |
| T4                    | Hôpital Feyzin Vénissieux ⥋ La Doua - Gaston Berger |                                     |                                     |                                     |                                     |                                               |                                          |                                     |                                         |
| T4                    | Ouverture / Fermeture 21 avril 2009 / — | Longueur 16 km                      | Durée 45 min                        | Nb. d’arrêts 29                     | Matériel Citadis 402                | Jours de fonctionnement L, Ma, Me, J, V, S, D | Jour / Soir / Nuit / Fêtes O / O / N / O | Voy. / an 28 597 063                | Unité de Transport Tramway LEA Meyzieu  |
| T4                    | Desserte : - Villes et lieux desservis : Villeurbanne (Bibliothèque, CNRS, ESCPE, Campus de la Doua, Université Claude-Bernard-Lyon-I, INSA de Lyon, Espace Double Mixte, Clinique du Tonkin, ENSSIB, UFRAPS, Hôpital des Charpennes, Clinique du Parc), Lyon 6e (Collège Bellecombe), Lyon 3e (Hôtel de Police, Parc du Dauphiné, Fort Montluc), Lyon 8e (Manufacture des tabacs de Lyon, Université Jean-Moulin-Lyon-III, Lycée Colbert, Cimetières de la Guillotière, Lycée Lumière, Lycée Jean Lurçat, États-Unis (Centre international de séjour de Lyon), Nouveau Théâtre du 8e) et Vénissieux (Centre commercial, Lycées Marcel Sembat et Séguin, Matmut Stadium, Hôtel de Ville, Médiathèque, Lycée Jacques Brel, Cinéma, Collèges Elsa Triolet et Paul Éluard, Minguettes, Hôpital Les Portes du Sud). - Stations de métro et gares desservies : Gare de Vénissieux, Gare Part-Dieu - Villette et Charpennes - Charles Hernu |                                     |                                     |                                     |                                     |                                               |                                          |                                     |                                         |
| T4                    | Autre : - Stations non accessibles aux PMR : aucune. - Particularités : la ligne fonctionne du lundi au samedi de 4 h 39 à 0 h 34 et le dimanche de 5 h 26 à 0 h 34 et est à conduite manuelle (CM). En mai 2017, la fréquentation journalière était de 85 286 voyageurs. Cette ligne est actuellement la plus longue ligne du réseau de tramway de Lyon. - Date de dernière mise à jour : 21 septembre 2020. |                                     |                                     |                                     |                                     |                                               |                                          |                                     |                                         |
| T4                    | Dernière actualisation : — |                                     |                                     |                                     |                                     |                                               |                                          |                                     |                                         |
| T5                    | Ligne oui · Ligne T5 | Ligne oui · Ligne T5                | Ligne oui · Ligne T5                | Ligne oui · Ligne T5                | Ligne oui · Ligne T5                | Ligne oui · Ligne T5                          | Ligne oui · Ligne T5                     | Ligne oui · Ligne T5                | Ligne oui · Ligne T5                    |
| T5                    | Grange Blanche ⥋ Eurexpo |                                     |                                     |                                     |                                     |                                               |                                          |                                     |                                         |
| T5                    | Ouverture / Fermeture 17 novembre 2012 / — | Longueur 7,1 km                     | Durée 18 min                        | Nb. d’arrêts 12                     | Matériel Citadis 302                | Jours de fonctionnement L, Ma, Me, J, V, S, D | Jour / Soir / Nuit / Fêtes O / O / N / O | Voy. / an 2 262 587                 | Unité de Transport Tramway Saint-Priest |
| T5                    | Desserte : - Villes et lieux desservis : Lyon 8e (Hôpital Édouard-Herriot, Hôpital d'instruction des armées Desgenettes, Centre Léon-Bérard, École Rockefeller, Facultés, UER Médecine, Odontologie, Hôpital Rockefeller), Bron (Hôpital du Vinatier, Hôtel de ville, Lycée Jean-Paul Sartre, Parc du Chêne) et Chassieu (ZAC du Chêne, Eurexpo). - Stations de métro et gares desservies : Grange Blanche |                                     |                                     |                                     |                                     |                                               |                                          |                                     |                                         |
| T5                    | Autre : - Stations non accessibles aux PMR : aucune. - Particularités : la ligne fonctionne du lundi au samedi de 5 h à 0 h et le dimanche de 6 h à 0 h et est à conduite manuelle (CM). En cas d'événements à Eurexpo, la ligne était prolongée depuis la station Parc du Chêne, cette desserte était assurée durant toute la durée de ces événements de 8 h à 22 h ou 0 h en fonction des salons et des nocturnes. Depuis le 5 octobre 2020, Eurexpo est desservie quotidiennement de septembre à juin. En mai 2017, la fréquentation journalière était de 8 776 voyageurs. - Date de dernière mise à jour : 5 octobre 2020. |                                     |                                     |                                     |                                     |                                               |                                          |                                     |                                         |
| T5                    | Dernière actualisation : — |                                     |                                     |                                     |                                     |                                               |                                          |                                     |                                         |
| T6 (en prolongement)  | (en prolongement) | (en prolongement)                   | (en prolongement)                   | (en prolongement)                   | (en prolongement)                   | (en prolongement)                             | (en prolongement)                        | (en prolongement)                   | (en prolongement)                       |
| T6 (en prolongement)  | Debourg ⥋ Hôpitaux Est - Pinel |                                     |                                     |                                     |                                     |                                               |                                          |                                     |                                         |
| T6 (en prolongement)  | Ouverture / Fermeture 22 novembre 2019 / — | Longueur 6,7 km                     | Durée 21 min                        | Nb. d’arrêts 14                     | Matériel Citadis 302                | Jours de fonctionnement L, Ma, Me, J, V, S, D | Jour / Soir / Nuit / Fêtes O / O / N / O | Voy. / an 7 722 483                 | Unité de Transport Tramway Saint-Priest |
| T6 (en prolongement)  | Desserte : - Villes et lieux desservis : Lyon 7e (ENS Lyon) Lyon 8e (Hôpital d'instruction des armées Desgenettes, Grande Mosquée de Lyon, Piscine municipale de Mermoz), États-Unis (Centre international de séjour de Lyon), Bron (Hôpital du Vinatier, Groupement Hôspitalier Est). - Stations de métro et gares desservies : Debourg, Mermoz-Pinel |                                     |                                     |                                     |                                     |                                               |                                          |                                     |                                         |
| T6 (en prolongement)  | Autre : - Stations non accessibles aux PMR : aucune. - Particularités : Mise en service commercial le 22 novembre 2019 à 14h30. La ligne fonctionne du lundi au samedi de 5 h 0 à 0 h 56 et le dimanche de 5 h 15 à 0 h 56 et est à conduite manuelle (CM). Il s'agit de la première ligne de tramway de Lyon à être en "rocade", c'est-à-dire à ne pas passer par le centre-ville. À l'occasion de sa mise en service, une nouvelle livrée pour les rames Citadis est dévoilée. - Date de dernière mise à jour : 6 août 2025. |                                     |                                     |                                     |                                     |                                               |                                          |                                     |                                         |
| T6 (en prolongement)  | Dernière actualisation : — |                                     |                                     |                                     |                                     |                                               |                                          |                                     |                                         |
| T7                    | Ligne oui · Ligne T7 | Ligne oui · Ligne T7                | Ligne oui · Ligne T7                | Ligne oui · Ligne T7                | Ligne oui · Ligne T7                | Ligne oui · Ligne T7                          | Ligne oui · Ligne T7                     | Ligne oui · Ligne T7                | Ligne oui · Ligne T7                    |
| T7                    | Vaulx-en-Velin - La Soie ⥋ Décines - OL Vallée |                                     |                                     |                                     |                                     |                                               |                                          |                                     |                                         |
| T7                    | Ouverture / Fermeture 1er février 2021 / — | Longueur 5,7 km                     | Durée 10 min                        | Nb. d’arrêts 5                      | Matériel Citadis 402 Citadis 302    | Jours de fonctionnement L, Ma, Me, J, V, S, D | Jour / Soir / Nuit / Fêtes O / O / N / O | Voy. / an 750 155                   | Unité de Transport Tramway LEA Meyzieu  |
| T7                    | Desserte : - Villes et lieux desservis : Vaulx-en-Velin (Pôle de Loisirs Carré de Soie, Hippodrome Lyon-La Soie) et Décines-Charpieu (Réservoir du Grand-Large, Lycée Charlie Chaplin, Ancienne gare de Décines, OL Vallée). - Stations de métro et gares desservies : Vaulx-en-Velin - La Soie |                                     |                                     |                                     |                                     |                                               |                                          |                                     |                                         |
| T7                    | Autre : - Stations non accessibles aux PMR : aucune. - Particularités : Mise en service commercial le 1er février 2021 à 14h. La ligne fonctionne du lundi au vendredi de 6 h 0 à 23 h 55, le samedi de 8 h 0 à 23 h 55 et le dimanche de 9 h 0 à 23 h 55 et est à conduite manuelle (CM). Il s'agit de la première ligne de tramway de Lyon à être créée sans la mise en place de nouvelles voies, et la première à ne pas desservir la ville de Lyon. L'infrastructure est majoritairement partagée avec les lignes T3 et Rhônexpress, ces trois lignes reprennent le tracé de l'ancien CFEL. Les jours d'évènement au Parc Olympique lyonnais, cette ligne est suspendue et l'ancien système de navettes directes par tramway est rétabli, la ligne est aussi occasionnellement exploitée en rame courte (Citadis 302); - Mise en service : L'inauguration était initialement prévue le 2 novembre 2020 mais a été reportée à une date ultérieure à la suite de la crise sanitaire de la Covid-19. Sa mise en service a été effective au 1er février 2021. - Date de dernière mise à jour : 26 janvier 2025.                                                              |                                     |                                     |                                     |                                     |                                               |                                          |                                     |                                         |
| T7                    | Dernière actualisation : — |                                     |                                     |                                     |                                     |                                               |                                          |                                     |                                         |
| T8 (en projet)        | (en projet) | (en projet)                         | (en projet)                         | (en projet)                         | (en projet)                         | (en projet)                                   | (en projet)                              | (en projet)                         | (en projet)                             |
| T8 (en projet)        | Vaulx-en-Velin - La Soie ⥋ Gare de Vénissieux |                                     |                                     |                                     |                                     |                                               |                                          |                                     |                                         |
| T8 (en projet)        | Ouverture / Fermeture 2030 / — | Longueur 8,1 km                     | Durée 21 min                        | Nb. d’arrêts 12                     | Matériel Inconnu                    | Jours de fonctionnement L, Ma, Me, J, V, S, D | Jour / Soir / Nuit / Fêtes O / O / N / O | Voy. / an Inconnu                   | Unité de transport Inconnu              |
| T8 (en projet)        | Desserte : - Villes et lieux desservis : Vaulx-en-Velin (Pôle de Loisirs Carré de Soie, Hippodrome Lyon-La Soie), Bron (Terraillon, Lycée Jean-Paul Sartre, Campus Porte des Alpes), Saint-Priest, Vénissieux - Stations de métro et gares desservies : Vaulx-en-Velin - La Soie et Gare de Vénissieux |                                     |                                     |                                     |                                     |                                               |                                          |                                     |                                         |
| T8 (en projet)        | Autre : - Stations non accessibles aux PMR : aucune. - Particularités : Cette ligne constitue la partie centrale de l'axe A8 du Plan de Déplacements Urbains. - Mise en service : Horizon 2030 - Date de dernière mise à jour : 28 janvier 2025. |                                     |                                     |                                     |                                     |                                               |                                          |                                     |                                         |
| T8 (en projet)        | Dernière actualisation : — |                                     |                                     |                                     |                                     |                                               |                                          |                                     |                                         |
| T9 (en construction)  | (en construction) | (en construction)                   | (en construction)                   | (en construction)                   | (en construction)                   | (en construction)                             | (en construction)                        | (en construction)                   | (en construction)                       |
| T9 (en construction)  | Vaulx-en-Velin - La Soie ⥋ Charpennes - Charles Hernu |                                     |                                     |                                     |                                     |                                               |                                          |                                     |                                         |
| T9 (en construction)  | Ouverture / Fermeture 2026 / — | Longueur 11,5 km                    | Durée 36 min                        | Nb. d’arrêts 19                     | Matériel Citadis 302                | Jours de fonctionnement L, Ma, Me, J, V, S, D | Jour / Soir / Nuit / Fêtes O / O / N / O | Voy. / an Inconnu                   | Unité de Transport Inconnu              |
| T9 (en construction)  | Desserte : - Villes et lieux desservis : Villeurbanne (Université Claude-Bernard-Lyon-I, INSA de Lyon, Espace Double Mixte, CNRS, Bibliothèque, ESCPE, Nécropole nationale de la Doua) et Vaulx-en-Velin (Pôle de Loisirs Carré de Soie, Hippodrome Lyon-La Soie, Hôtel de Ville). - Stations de métro et gares desservies : Vaulx-en-Velin - La Soie, Charpennes - Charles Hernu |                                     |                                     |                                     |                                     |                                               |                                          |                                     |                                         |
| T9 (en construction)  | Autre : - Stations non accessibles aux PMR : aucune. - Particularités : Actuellement en projet. La ligne sera à conduite manuelle (CM). Il s'agira de la première ligne de tramway de la Métropole de Lyon à desservir le centre-ville de la commune de Vaulx-en-Velin, et la deuxième après la ligne T7 à ne pas desservir la ville de Lyon. - Mise en service : Mise en service commercial prévue en 2026. - Date de dernière mise à jour : 6 août 2025. |                                     |                                     |                                     |                                     |                                               |                                          |                                     |                                         |
| T9 (en construction)  | Dernière actualisation : — |                                     |                                     |                                     |                                     |                                               |                                          |                                     |                                         |
| T10 (en construction) | (en construction) | (en construction)                   | (en construction)                   | (en construction)                   | (en construction)                   | (en construction)                             | (en construction)                        | (en construction)                   | (en construction)                       |
| T10 (en construction) | Gare de Vénissieux ⥋ Halle Tony Garnier |                                     |                                     |                                     |                                     |                                               |                                          |                                     |                                         |
| T10 (en construction) | Ouverture / Fermeture 2026 / — | Longueur 7,8 km                     | Durée 24 min                        | Nb. d’arrêts 14                     | Matériel Citadis 302                | Jours de fonctionnement L, Ma, Me, J, V, S, D | Jour / Soir / Nuit / Fêtes O / O / N / O | Voy. / an Inconnu                   | Unité de Transport Saint-Fons           |
| T10 (en construction) | Desserte : - Villes et lieux desservis : Lyon 7e, Saint-Fons, Vénissieux - Stations de métro et gares desservies : Stade de Gerland, Gare de Vénissieux |                                     |                                     |                                     |                                     |                                               |                                          |                                     |                                         |
| T10 (en construction) | Autre : - Stations non accessibles aux PMR : aucune. - Particularités : Actuellement en projet. La ligne sera à conduite manuelle (CM). Avec la création d'un nouveau centre de maintenance dans le secteur de Surville, c'est la première fois depuis la création de la ligne T3 en 2006 qu'une nouvelle ligne de tramway à Lyon s'accompagne de la construction d'un nouveau dépôt. - Mise en service : Mise en service commercial prévue en 2026. - Date de dernière mise à jour : 6 août 2025. |                                     |                                     |                                     |                                     |                                               |                                          |                                     |                                         |
| T10 (en construction) | Dernière actualisation : — |                                     |                                     |                                     |                                     |                                               |                                          |                                     |                                         |
| RX                    | Tramway de Lyon · Ligne Rhônexpress | Tramway de Lyon · Ligne Rhônexpress | Tramway de Lyon · Ligne Rhônexpress | Tramway de Lyon · Ligne Rhônexpress | Tramway de Lyon · Ligne Rhônexpress | Tramway de Lyon · Ligne Rhônexpress           | Tramway de Lyon · Ligne Rhônexpress      | Tramway de Lyon · Ligne Rhônexpress | Tramway de Lyon · Ligne Rhônexpress     |
| RX                    | Gare Part-Dieu - Villette ⥋ Aéroport Lyon Saint-Exupéry |                                     |                                     |                                     |                                     |                                               |                                          |                                     |                                         |
| RX                    | Ouverture / Fermeture 9 août 2010 / — | Longueur 22 km                      | Durée 29 min                        | Nb. d’arrêts 4                      | Matériel Tango                      | Jours de fonctionnement L, Ma, Me, J, V, S, D | Jour / Soir / Nuit / Fêtes O / O / N / O | Voy. / an 1 598 729 (2 019)         | Centre de maintenance Rhônexpress       |
| RX                    | Desserte : - Villes et lieux desservis : Lyon 3e (La Part-Dieu, Centre commercial de La Part-Dieu), Vaulx-en-Velin (Pôle de Loisirs Carré de Soie, Hippodrome Lyon-La Soie), Meyzieu (Zone industrielle) et Colombier-Saugnieu (Aéroport de Lyon-Saint-Exupéry). - Stations de métro et gares desservies : Gare Part-Dieu - Vivier Merle, Vaulx-en-Velin - La Soie et Aéroport de Lyon-Saint-Exupéry |                                     |                                     |                                     |                                     |                                               |                                          |                                     |                                         |
| RX                    | Autre : - Stations non accessibles aux PMR : aucune. - Particularités : la ligne fonctionne tous les jours de 5 h à 0 h 40 et est à conduite manuelle (CM). L'inter-station moyenne est de 5 750 m. Le Rhônexpress est une ligne à tarification spéciale reliant la Part-Dieu à l'aéroport international Saint-Exupéry et sa gare TGV via une liaison express reprenant le trajet de la ligne T3. En cas d'interruption de circulation des rames, un service de navettes par taxi est mis en place au départ des stations de la ligne. - Date de dernière mise à jour : 3 février 2025. |                                     |                                     |                                     |                                     |                                               |                                          |                                     |                                         |
| RX                    | Dernière actualisation : — |                                     |                                     |                                     |                                     |                                               |                                          |                                     |                                         |

### Rhônexpress

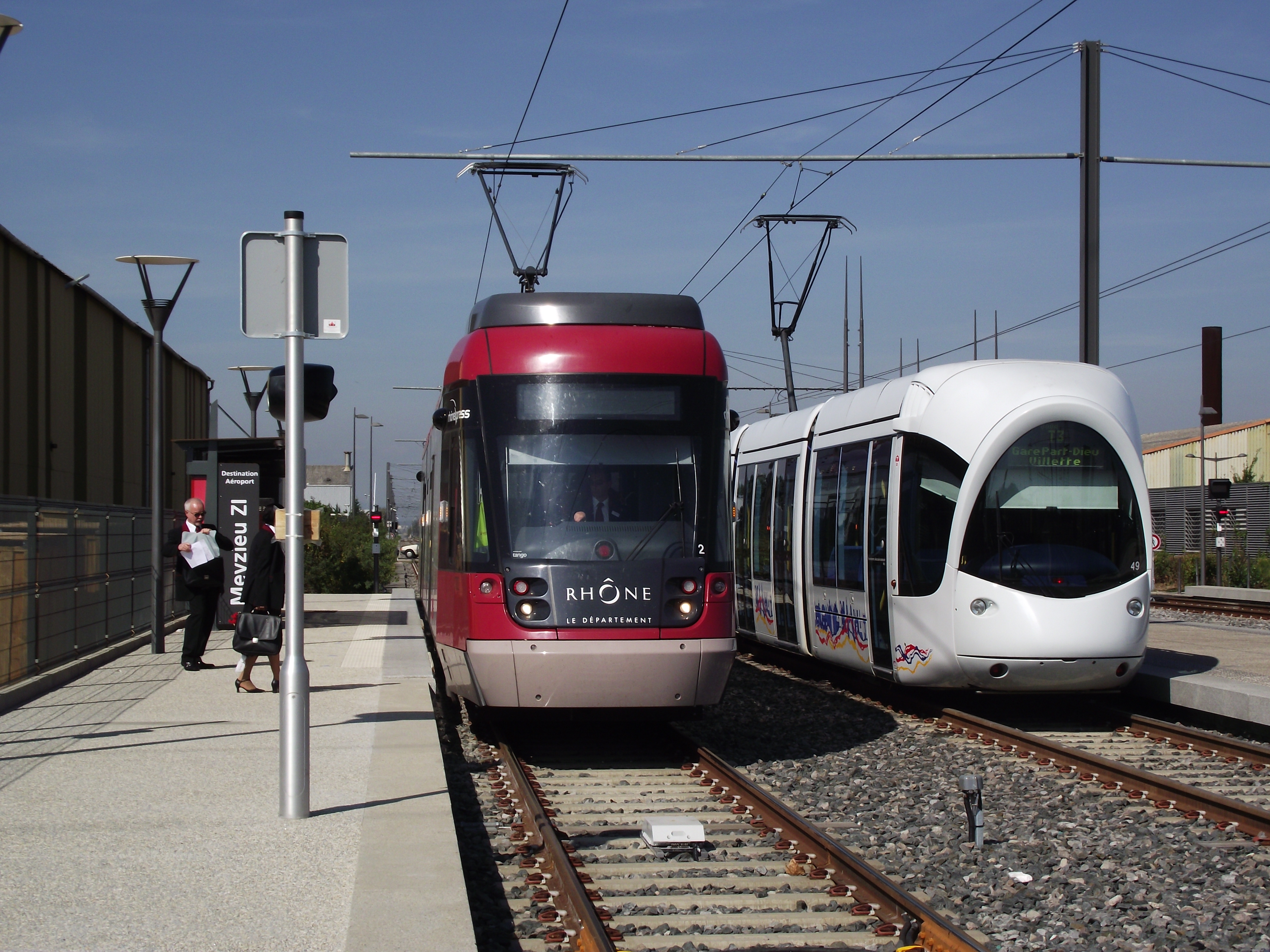
Rhônexpress (à gauche).

La liaison Rhônexpress reliant Gare Part-Dieu - Villette à l'aéroport de Lyon-Saint-Exupéry a été mise en service le 9 août 2010. Le Conseil général du Rhône a concédé le 8 janvier 2007 cette ligne pour 30 ans à Rhônexpress, un consortium qui inclut Vinci (28,2 %, mandataire), Veolia Transport (28,2 %), Vossloh Infrastructure Service (4,2 %), Cegelec Centre Est (2,8 %) et la Caisse des dépôts et consignations. Par délibération du 21 février 2020, le SYTRAL a acté la résiliation du contrat de concession avec la société "Rhônexpress SAS".Les élus du Sytral votent la résiliation du contrat passé avec l'opérateur Vinci pour « motif d'intérêt général ». Les élus estiment que le prix du ticket est trop élevé. À l'issue du préavis, la gestion est reprise par les TCL.
Ce tramway express utilise l'infrastructure de la ligne T3 réalisée par le Sytral sur la plate forme de l'ancien Chemin de fer de l'Est de Lyon (CFEL), et prolongée de Meyzieu à l'aéroport international Saint-Exupéry. Les 22 km de la liaison (dont 7 km de ligne express construite) sont parcourus en moins de 30 minutes par le nouveau matériel roulant, intermédiaire entre tramway et tram-train, avec seulement deux arrêts intermédiaires entre ses deux terminus.
Les six rames Tango sont fournies par le constructeur suisse Stadler.

### Fréquentation
La fréquentation du tramway de Lyon est en augmentation presque ininterrompue depuis sa mise en service. Les chiffres de fréquentation annuelle comptabilisés et présentés dans le tableau ci-dessous n'intègrent pas ceux de Rhônexpress.
| Année                                  | 2001   | 2002   | 2003   | 2004   | 2005   | 2006   | 2007   | 2008   | 2009   | 2010   | 2015   | 2016   | 2017   | 2018   |
| Nombre de voyages annuel (en millions) | 18,757 | 25,284 | 31,118 | 33,774 | 33,705 | 36,297 | 43,882 | 46,598 | 48,831 | 57,541 | 85,583 | 91,125 | 95,033 | 92,848 |

En 2010, le tramway a comptabilisé environ 244 000 voyages par jour, ce qui représentait plus de 15 % des voyages enregistrés par le réseau TCL. En 2017, il a comptabilisé plus de 350 000 voyages par jour, ce qui représentait plus de 20 % des voyages sur le réseau TCL.
En 2023, le tramway transporte 328 000 voy/j

## Infrastructure

### Voies

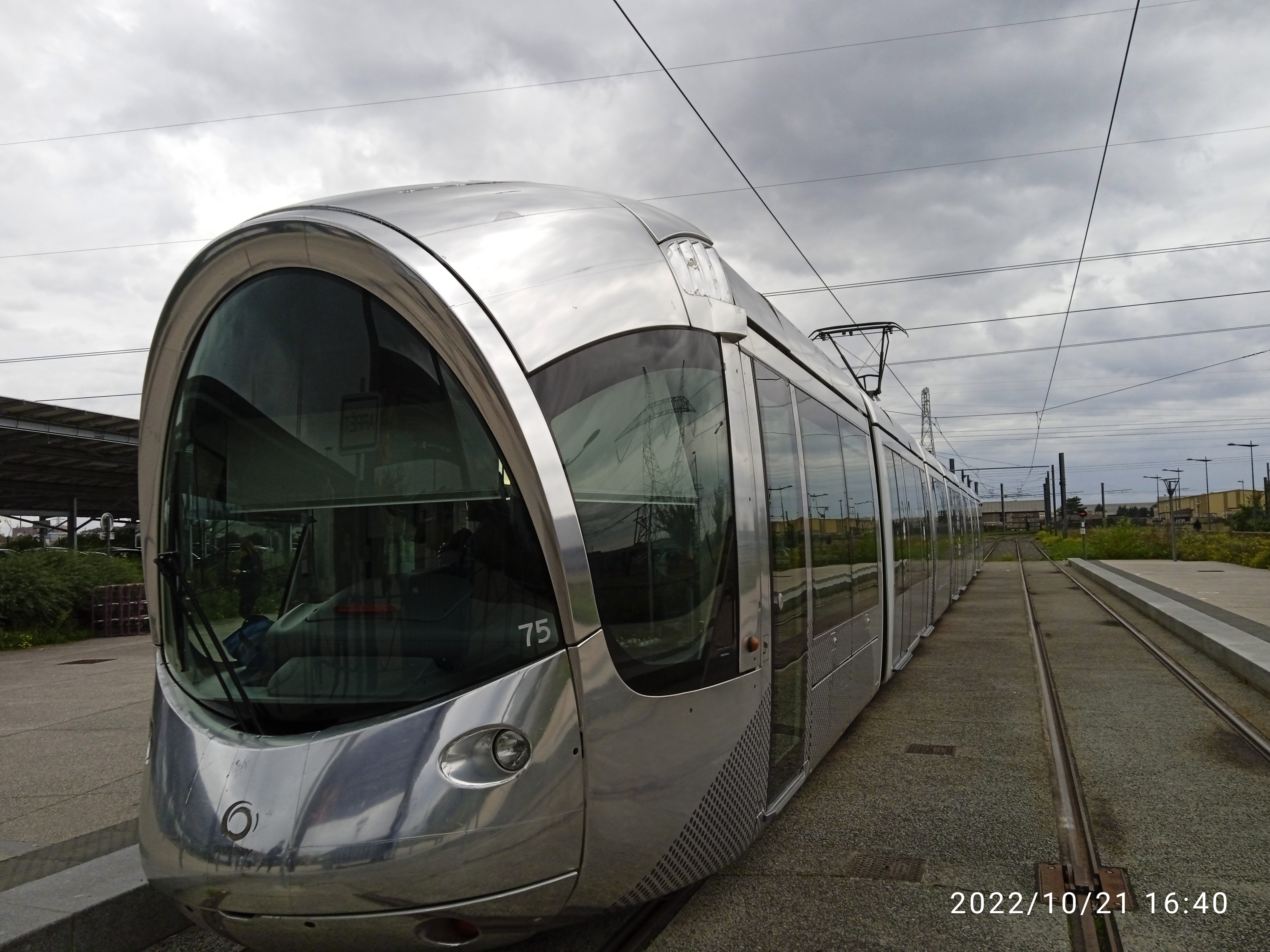
Voies en béton de la ligne Meyzieu - Les Panettes.

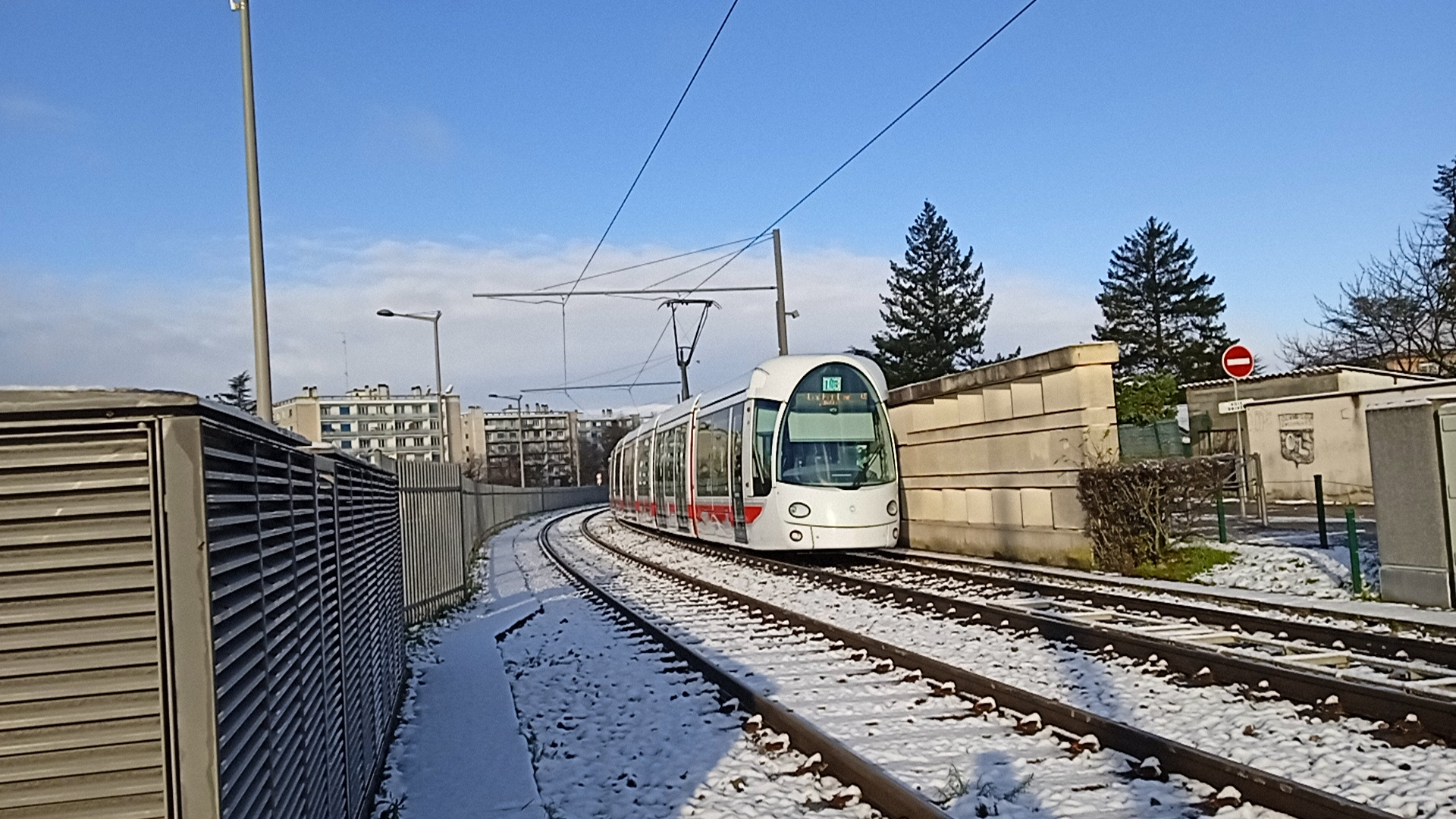
Rails en ballast de la ligne T3 recouverts de neige.

Les voies sont constituées de rails à écartement standard, soit 1 435 mm. Il y a deux types de voies pour le tramway de Lyon : les voies sur béton, et les voies sur ballast. Concernant ces dernières, seules les lignes T3, T7 et Rhônexpress en sont équipées.

### Lignes aériennes de contact, alimentation électrique
Le tramway de Lyon fonctionne à l'électricité. L'alimentation des rames se fait au moyen d'une ligne aérienne de contact alimentée par des sous-stations. Celles-ci sont reliées au réseau Enedis et produisent, via des transformateurs et redresseurs, un courant continu sous tension de 750 volts. La captation du courant par les rames se fait au moyen d'un pantographe situé en toiture des tramways. Celle-ci est divisée en section indépendantes pouvant être alimentées séparément en cas de besoin (dysfonctionnement, incident, travaux...).
La ligne Rhônexpress emploie également une ligne aérienne avec suspension par caténaire.

### Conduite et signalisation
Le tramway de Lyon circule sous le régime de la marche à vue. Les rames ne sont donc pas maintenues espacées par la signalisation, qui est celle relevant des tramways, ce qui peut provoquer un « rattrapage » en cas d'arrêt prolongé d'une rame.
Il existe deux types de signalisations qui s'entrecroisent : la signalisation ferroviaire qui régule uniquement le tramway dans les zones de manœuvre, en gérant l'espacement et les itinéraires incompatibles, ainsi que la signalisation routière chargée de l'intégration de la circulation des rames au sein du trafic général. Seule la signalisation ferroviaire est gérée et contrôlée à distance par le Poste de Commande des Tramways (PCT), la signalisation routière dépend quant à elle du Grand Lyon.

### Aménagement des stations

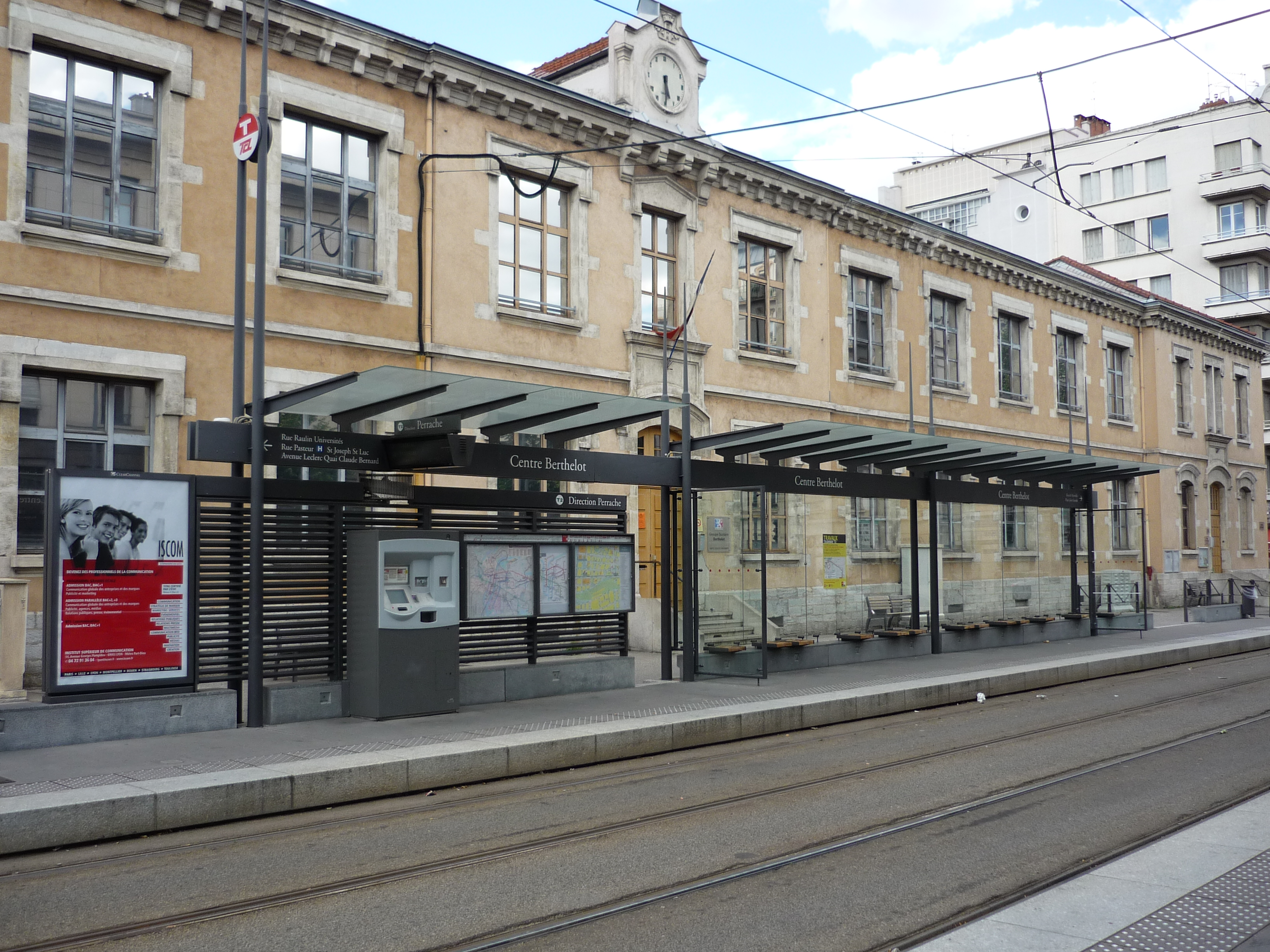
La station Centre Berthelot sur la ligne T2.

Les stations sont conçues par l'architecte lyonnais Bruno Dumetier en collaboration avec Jean-Michel Wilmotte, le concepteur du mobilier de la ville de Lyon. Elles sont équipées d'aubettes dont l'extrémité se termine par un mat en acier arborant le logo du réseau de tramway. Sur le mobilier sont indiqués le nom de la station, les correspondances ainsi que les lieux d’intérêt à proximité.
Elles disposent un système d'information voyageurs indiquant les deux prochains passages de rames ainsi que des informations sur les incidents éventuels de circulation sur le réseau. Chaque station est équipée d'un distributeur automatique de titres de transport et propose un plan du réseau et du quartier. Les stations sont également munies d'un dispositif de vidéosurveillance et conçues pour être accessibles aux personnes à mobilité réduite.
Les panneaux publicitaires sont gérés par la société Clear Channel.

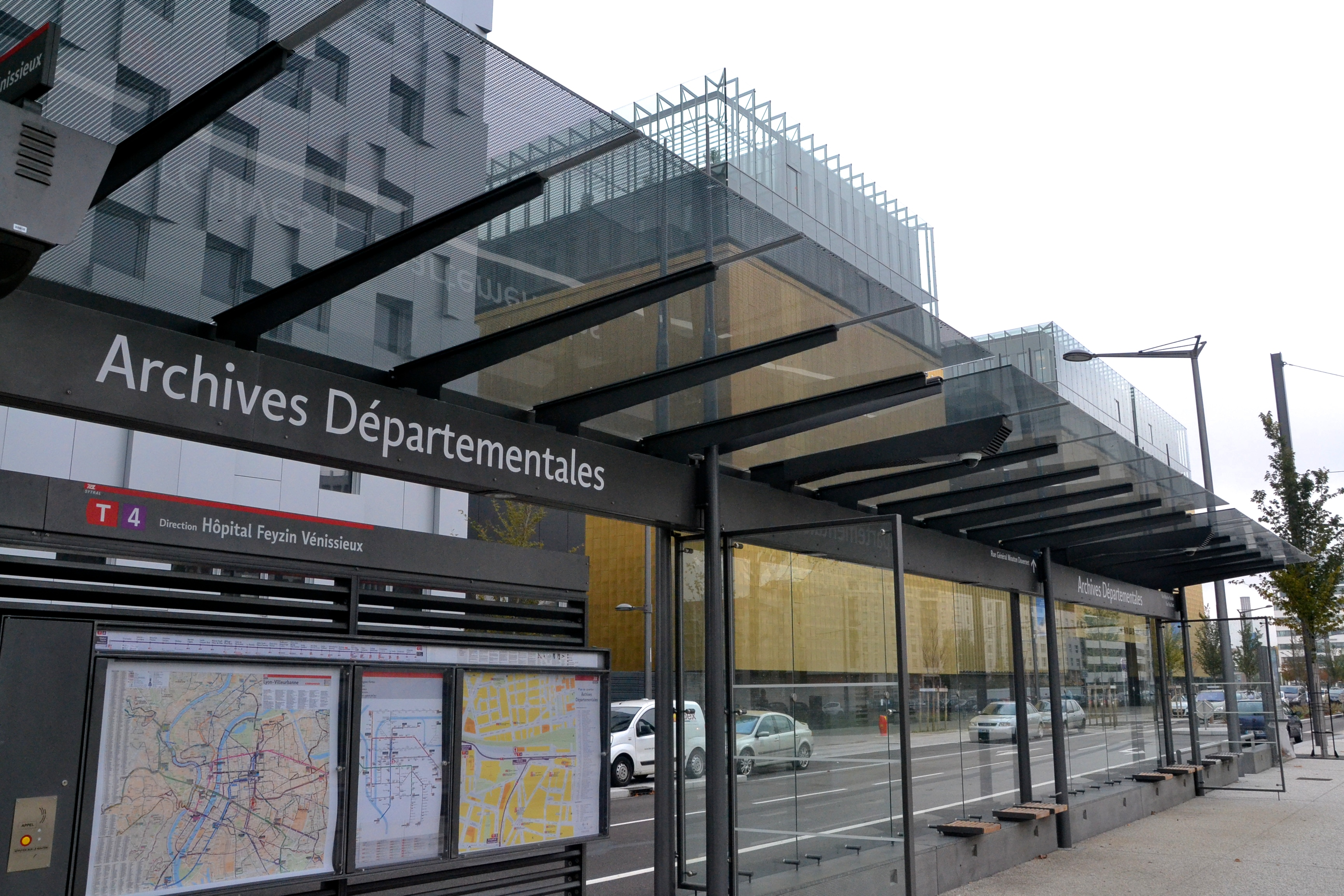
Détail de l'aménagement de la station Archives départementales sur la ligne T4.
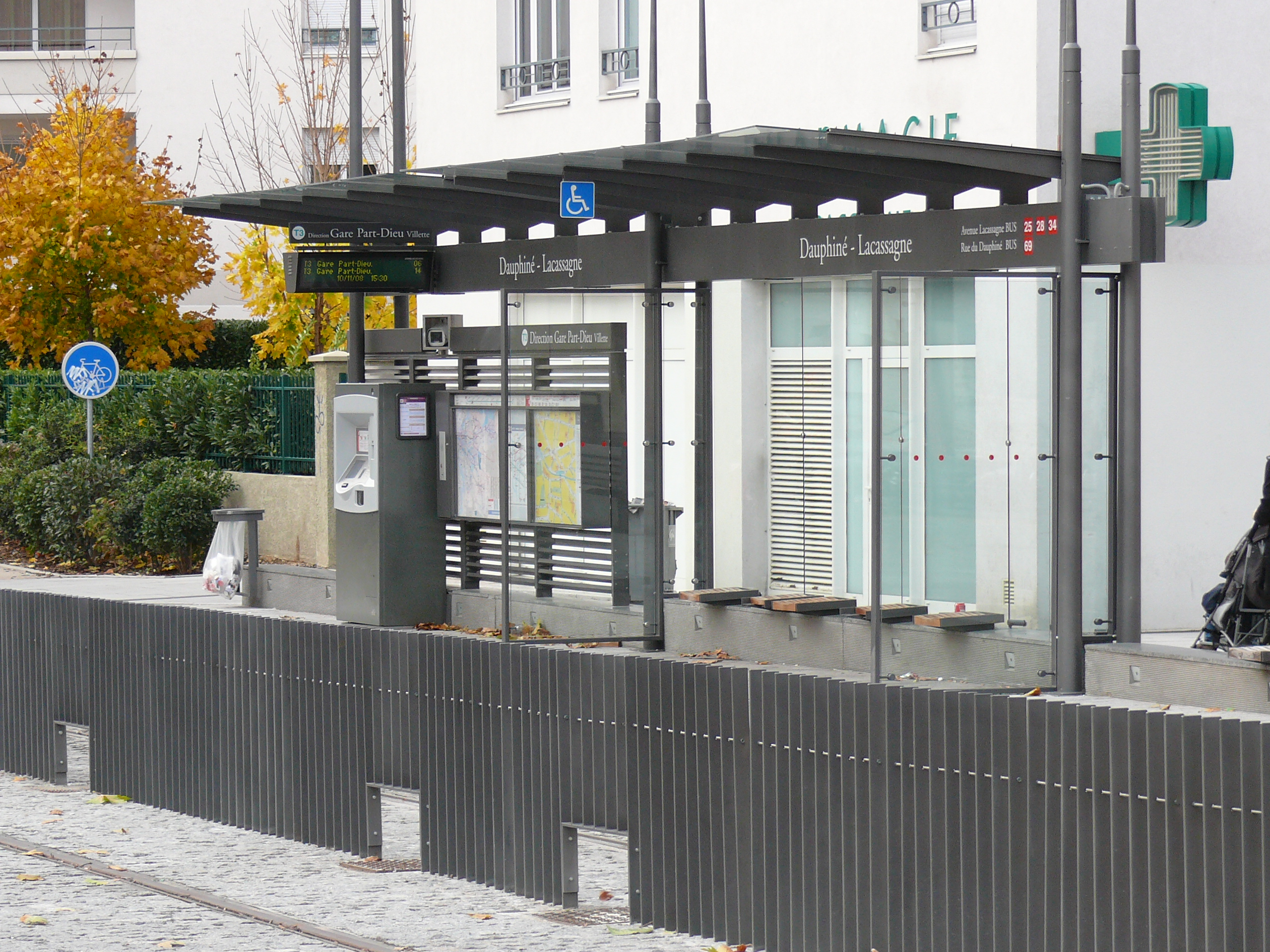
Détail de l'aménagement de la station Dauphiné - Lacassagne sur la ligne T3.
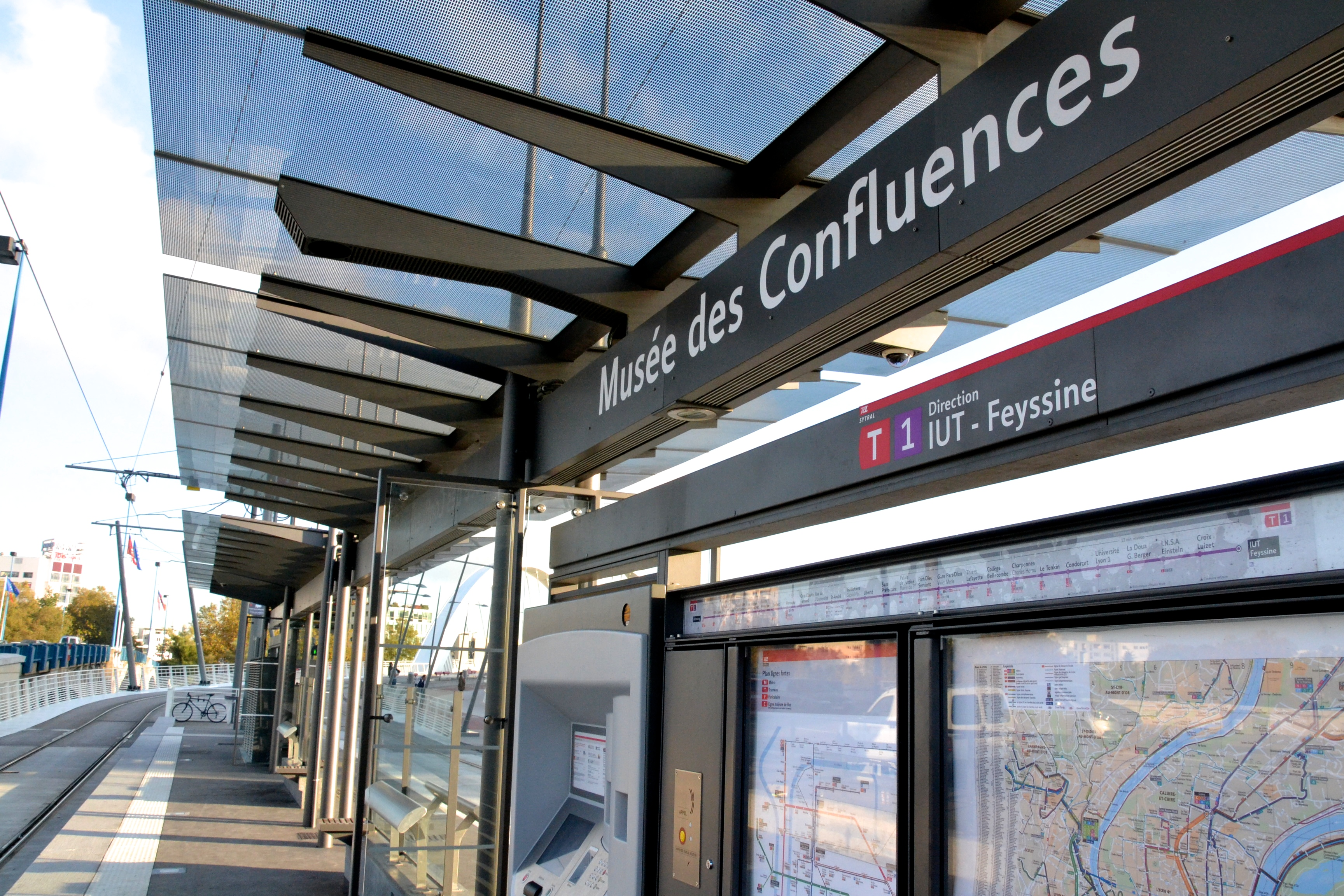
Détail de l'aménagement de la station Musée des Confluences sur la ligne T1.

### Dépôts
Le dépôt des lignes T1, T2, T5 et T6 se situe au Centre de maintenance des tramways de Saint-Priest, situé à côté de la station Porte des Alpes sur la ligne T2 à Saint-Priest.
Le dépôt des lignes T3, T4 et T7 se situe à Meyzieu peu avant la station Meyzieu Z.I. sur les lignes T3 et Rhônexpress.
Le dépôt de la ligne Rhônexpress est également à Meyzieu, peu après la station Meyzieu Z.I. et à proximité immédiate de la station Meyzieu - Les Panettes de la ligne T3.

## Matériel roulant

### Alstom Citadis

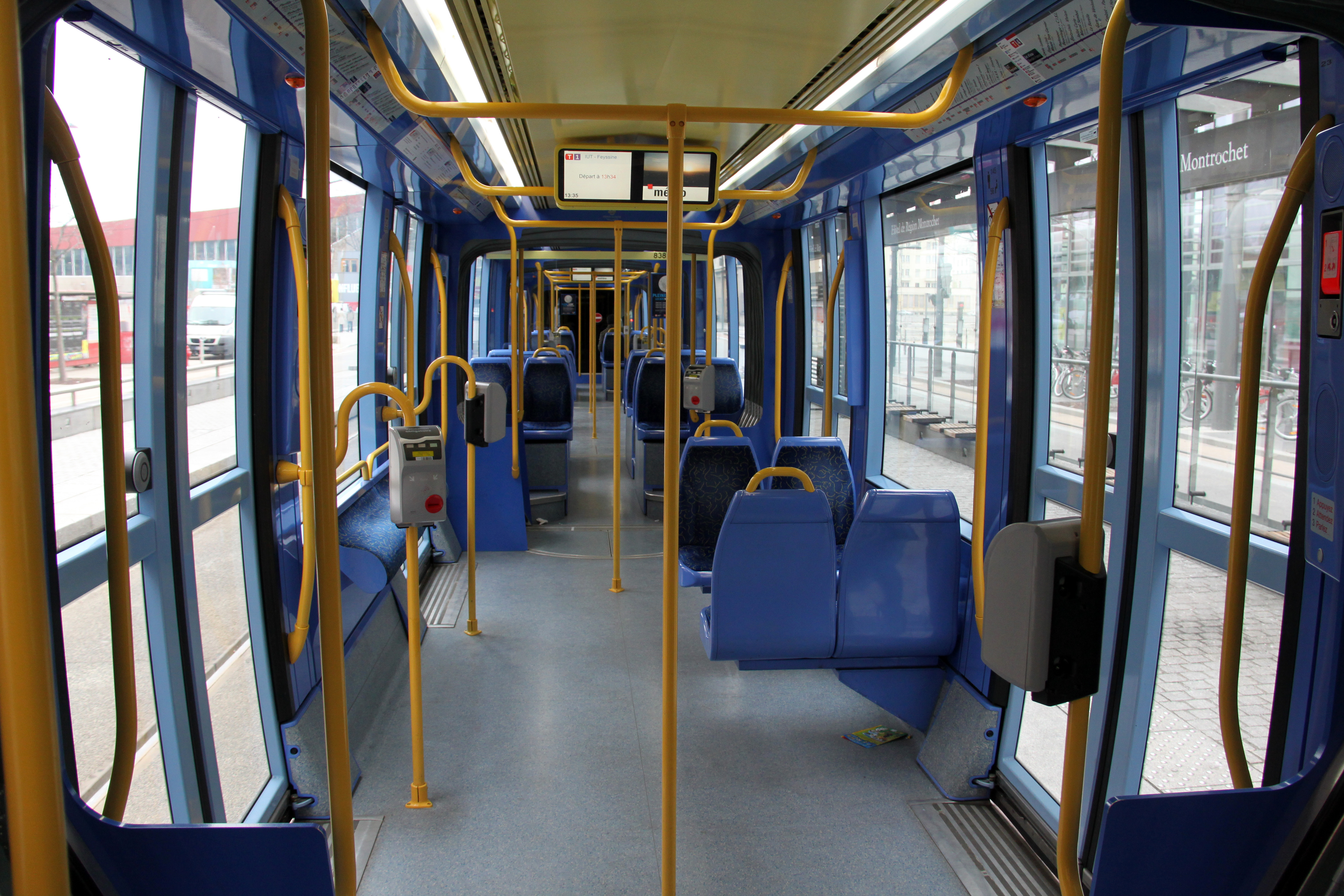
L'intérieur des rames Citadis 302.

Le parc roulant des lignes T1 à T7 est composé de 73 rames Alstom Citadis 302 et de 34 rames Alstom Citadis 402, ces dernières mises progressivement en service de 2012 à fin 2013 puis en 2016 et en 2019-2020.
Dix des Citadis 402 ont remplacé sur la ligne T3 les rames Citadis 302, qui sont parties en renfort sur d'autres lignes. Les rames Citadis 402 no 874 à 892 sont en service sur les lignes T3 et T4.
La livraison de 15 nouvelles rames (no 893 à no 907) a commencé en décembre 2019 et s'est terminée en janvier 2021. Ces nouvelles rames sont des Citadis 402 possédant des cabines type Citadis 405. Elles répondent aux nouvelles normes urbaines du STRMTG et inaugurent un nouveau design extérieur.
| Constructeur | Modèle             | Nombre | Numérotation  | Années delivraison | Longueur     | Largeur     | Affectation                                           | Dépôt                   |
| ------------ | ------------------ | ------ | ------------- | ------------------ | ------------ | ----------- | ----------------------------------------------------- | ----------------------- |
| Alstom       | Citadis 302        | 47     | nos 801 à 847 | 2001 - 2003        | 32,41 mètres | 2,40 mètres | T7 occasionnellement                                  | Saint-Priest            |
| Alstom       | Citadis 302        | 10     | nos 848 à 857 | 2006               | 32,41 mètres | 2,40 mètres | T7 occasionnellement                                  | Saint-Priest            |
| Alstom       | Citadis 302        | 13     | nos 858 à 870 | 2009               | 32,41 mètres | 2,40 mètres | T7 occasionnellement                                  | Saint-Priest            |
| Alstom       | Citadis 302        | 3      | nos 871 à 873 | 2010               | 32,41 mètres | 2,40 mètres | T7 occasionnellement                                  | Saint-Priest            |
| Alstom       | Citadis 402 (LT5)  | 12     | nos 874 à 885 | 2012 - 2013        | 43,7 mètres  | 2,40 mètres | Ligne oui · Ligne T2 · Ligne T3 · Ligne T4 · Ligne T7 | Meyzieu                 |
| Alstom       | Citadis 402 (LT5)  | 7      | nos 886 à 892 | 2016               | 43,7 mètres  | 2,40 mètres | Ligne oui · Ligne T2 · Ligne T3 · Ligne T4 · Ligne T7 | Meyzieu                 |
| Alstom       | Citadis 402 (LT6)  | 15     | nos 893 à 907 | 2019-2020          | 43,7 mètres  | 2,40 mètres | Ligne oui · Ligne T2 · Ligne T3 · Ligne T4 · Ligne T7 | Meyzieu                 |
| Alstom       | Citadis 402 (LT6+) | 35     | nos 908 à 942 | 2024-2025          | 43,7 mètres  | 2,40 mètres | Ligne oui · Ligne T2 · Ligne T3 · Ligne T4 · Ligne T7 | Saint-Priest et Meyzieu |

En 2007, le Sytral commande trois nouvelles rames Citadis 302 afin de renforcer la capacité des lignes alors en service. Cette commande permet à Alstom de franchir la barre symbolique du millier de tramways Citadis vendus dans le monde. À cette occasion, une rame de tramway (numéro 844) du réseau TCL revêt un pelliculage spécial aux couleurs de l'évènement.
Depuis le 7 juin 2021, les rames Citadis 801 à 847 font l'objet d'une rénovation de mi-vie qui se déroule progressivement actuellement. Les rames 806, 808, 816, 818, 820, 823 et 825 ont subi une rénovation intérieure (application des couleurs des rames Citadis 402 et application de la livrée dévoilée en 2019 a l'occasion de l'ouverture du T6). Les girouettes ont été remplacées, les rames ont été mises aux dernières normes et la plupart des composants ont été changés ou rénovés.

### Stadler Tango

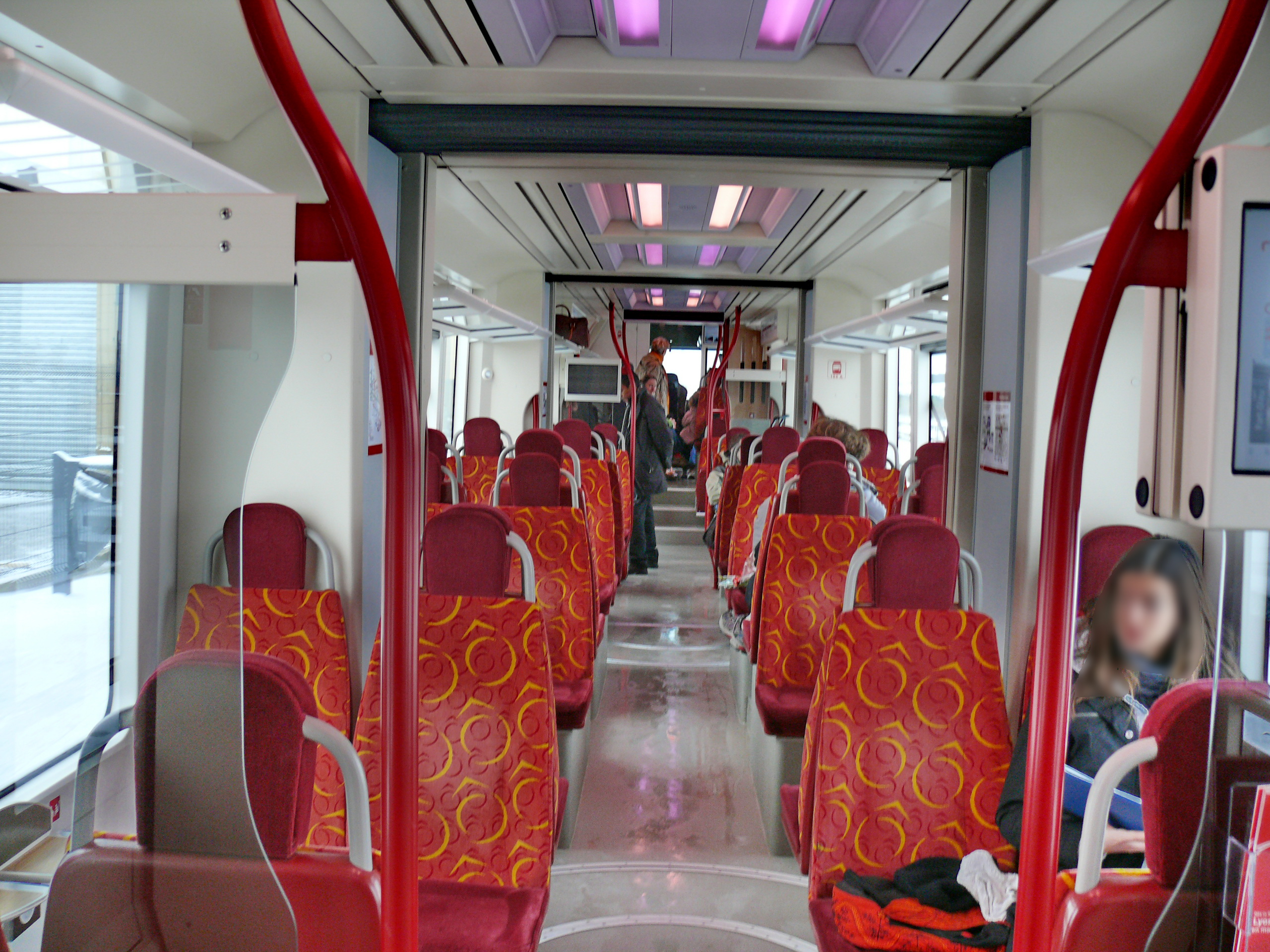
L'intérieur des rames Tango.

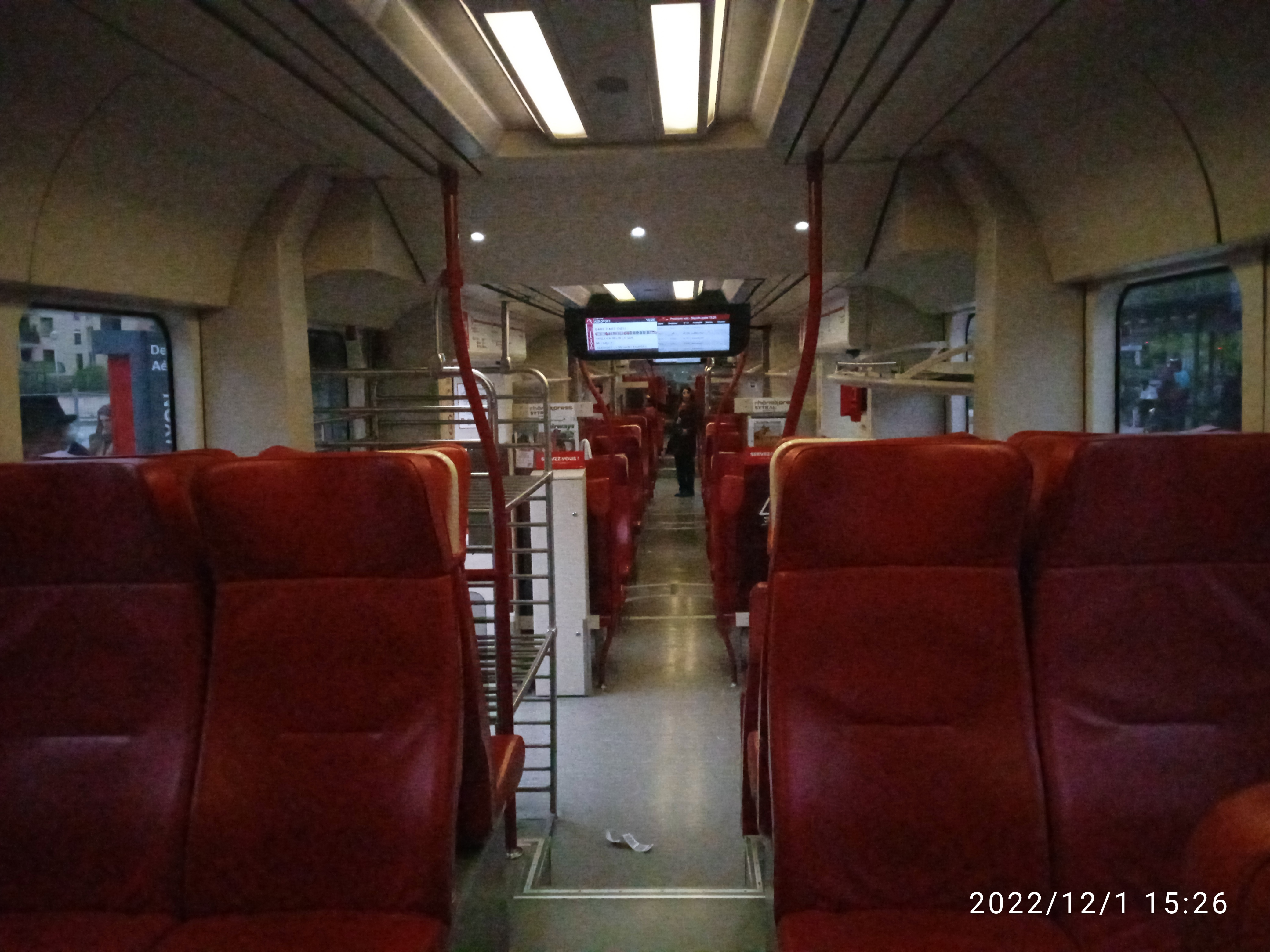
Nouvel intérieur Stadler Tango

La ligne Rhônexpress est exploitée avec ses propres rames, des Stadler Tango.
| Constructeur | Modèle | Nombre | Numérotation  | Années delivraison | Longueur  | Largeur     | Affectation                         |
| ------------ | ------ | ------ | ------------- | ------------------ | --------- | ----------- | ----------------------------------- |
| Stadler      | Tango  | 6      | nos 101 à 106 | 2010               | 27 mètres | 2,55 mètres | Tramway de Lyon · Ligne Rhônexpress |

## Exploitation
Le tramway, ainsi que le Rhônexpress, les funiculaires et les métros de Lyon sont exploités depuis le 1er janvier 2025 par RATP Dev sous la marque TCL (Transports en commun lyonnais), pour le compte de SYTRAL Mobilités.
Le tramway lyonnais roule à droite comme tous les tramways français, étant soumis à la réglementation édictée par le STRMTG.
Le réseau de tramway fonctionne de 4 h 25 à 0 h 35.

## Tarification et financement
La tarification est identique sur l'ensemble du réseau TCL, qui est accessible avec l'ensemble des tickets et abonnements existants. Un ticket unité permet un trajet simple quelle que soit la distance, avec une ou plusieurs correspondances possibles avec les autres lignes de bus, tramway, funiculaire et de métro pendant une durée maximale de 1 h entre la première et dernière validation.
Un ticket validé dans un tramway permet d'emprunter l'ensemble du réseau, quel que soit le mode de transport. Le trajet retour est autorisé avec le même ticket depuis le 1er janvier 2013 dans la limite d'une heure après sa première validation.
L'idée est de rendre peu chers des trajets relativement longs afin de décourager l'usage de l'automobile.
Le financement du fonctionnement des lignes (entretien, matériel et charges de personnel) est assuré par l'exploitant RATP Dev Lyon. Cependant, les tarifs des billets et abonnements dont le montant est limité par décision politique ne couvrent pas les frais réels de transport. Le manque à gagner est compensé par l'autorité organisatrice, SYTRAL Mobilités, qui définit les conditions générales d'exploitation ainsi que la durée et la fréquence des services.
Rhônexpress dispose de sa propre tarification.

## Projets de développement

### En travaux
- Prolongement de la ligne T6 des Hôpitaux Est-Pinel à La Doua-Gaston Berger, via le quartier des Gratte-Ciel à Villeurbanne avec une mise en service prévue pour 2026[43]. La concertation préalable à l’enquête publique a eu lieu du 15 mars au 12 avril 2021[44] et les travaux de déviation des réseaux ont démarré en janvier 2023.
- Tramway T9 (Charpennes – La Doua – Vaulx-en-Velin Hôtel de Ville – Vaulx-en-Velin La Soie)[45] dont la concertation préalable s'est déroulée du 23 août au 23 octobre 2021. Les travaux ont débuté en janvier 2024[46].
- Tramway T10 (Gerland – ZAC Technosud – Saint-Fons – Gare de Vénissieux) dont la concertation préalable s'est déroulée du 23 août au 23 octobre 2021. Les travaux de déviation des réseaux ont démarré en juin 2023, et les travaux d'infrastructure en janvier 2024[47].
- Nouveaux centres de maintenance destinés en priorité aux lignes T6 et T10[48].

### À l'étude
- Création du tramway T8 (Vaulx-en-Velin La Soie – Gare de Vénissieux), dont la concertation préalable se déroule du 23 juin 2025 au 10 octobre 2025[49],[50],[51].
- Prolongement du tramway T2 sous la forme d'un tramway express pour desservir l'ouest lyonnais jusqu'à Alaï via Perrache, avec une portion en souterrain sous le 5e arrondissement de Lyon, en remplacement de l'ancien projet de métro E[52]. L'ouverture est prévue en 2031[53].